# Bombardino de doble campana
El bombardino de doble campana es un instrumento de viento-metal basado en el bombardino que tiene una segunda campana que emula el sonido de un bombardino barítono o un trombón. Se utiliza principalmente en efectos especiales para simular eco.

## Construcción
La última válvula del instrumento (la cuarta o quinta dependiendo del modelo) se utiliza para cambiar el sonido de la campana principal a la otra campana. Ambas campanas no pueden sonar al mismo tiempo porque cada campana por lo general tiene su propia vara de afinación cerrada, de manera que puedan coincidir adecuadamente para tener un rendimiento constante. A diferencia de la trompa doble, en el bombardino de doble campana sólo hay un conjunto de válvulas, de modo que el tono básico de las dos campanas es el mismo.

## Historia
Los últimos bombardinos de doble campana fueron fabricados en torno a 1960. En la práctica, la mayoría de los modelos de doble campana terminaron usando únicamente la campaña mayor. Acerca de la segunda campana, el famoso bombardino solista Arthur W. Lehman dijo en una ocasión durante un concierto de la Banda de la Marina, "La usamos para colgar nuestros guantes blancos cuando no los llevamos puestos".